# Peter Fröjdfeldt

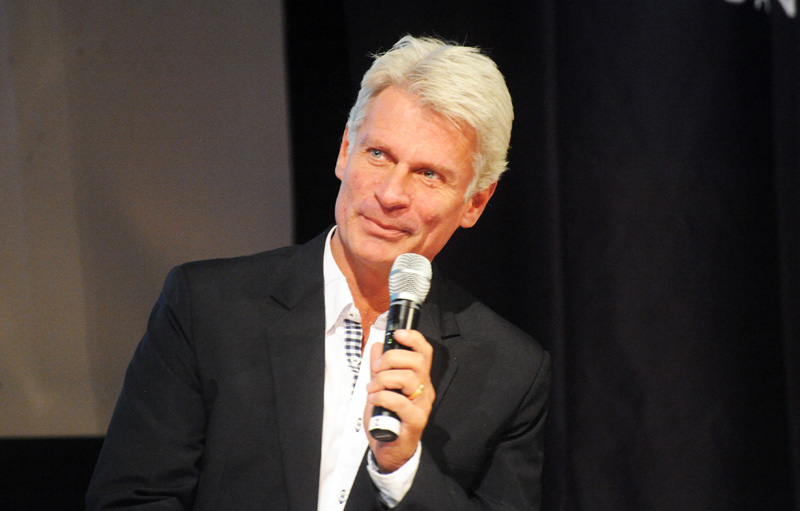
Peter Fröjdfeldt

Peter Fröjdfeldt (* 14. November 1963 in Eskilstuna) ist ein ehemaliger schwedischer FIFA-Fußballschiedsrichter. Besondere Bekanntheit erlangte er als Schiedsrichter während der Europameisterschaft 2008 und als Leiter des Endspiels im UEFA-Pokal 2007/08 zwischen Zenit St. Petersburg und den Glasgow Rangers in Manchester. 

## Werdegang
Fröjdfeldt debütierte 1992 in Schweden als Schiedsrichter in der fünftklassigen Division 4. In den folgenden Jahren durchlief er die nächsthöheren Ligen, so dass er 1997 zu seinem Debüt in der Allsvenskan kam. Seit 2001 ist er zudem Schiedsrichter auf internationaler Ebene aktiv und gilt als Nachfolger des bekannten schwedischen Schiedsrichters Anders Frisk. Besonders ab 2007 rückte er vermehrt in den Fokus der Aufmerksamkeit. So wurde ihm die Leitung des entscheidenden Spiels in der Qualifikation zur EM 2008 zwischen der englischen und der kroatischen Nationalmannschaft übertragen und er pfiff mehrere Spiele in der K.O.-Runde der Champions League. Im Mai 2008 leitete er das UEFA-Pokal-Endspiel und kam im Juni mehrmals als Schiedsrichter und vierter Offizieller bei der Europameisterschaft zum Einsatz und wurde dort von seinen Assistenten Stefan Wittberg und Henrik Andrén unterstützt. 
Im Dezember 2008 beendete Fröjdfeldt seine Karriere als Schiedsrichter, um sich vermehrt seiner Familie und seinem Beruf widmen zu können. Hauptberuflich leitet Fröjdfeldt in seinem Heimatort Eskilstuna die Munktellarenan, eine Halle für verschiedene Sportarten.